# Московско-Ярославское отделение железной дороги (футбольный клуб)
Московско-Ярославское отделение железной дороги — советский футбольный клуб из Москвы. Основан не позднее 1967 года. С 1967 года по 1969 год играл в классе «Б».

## Достижения
- Во второй лиге — 5 место (в зональном турнире РСФСР класса «Б» 1968 год).

## Известные игроки
- Бологов, Юрий Ильич
- Егорович, Вячеслав Владимирович
- Котов, Александр Иванович
- Рудь, Валерий Иванович